# Solanum bolivianum
Solanum bolivianum är en potatisväxtart som beskrevs av Nathaniel Lord Britton och Henry Hurd Rusby. Solanum bolivianum ingår i släktet skattor som ingår i familjen potatisväxter. Inga underarter finns listade i Catalogue of Life.